# 14-та паралель північної широти
14-та паралель північної широти — лінія широти, що лежить на 14 градусів північніше земної екваторіальної площини. Вона проходить через Африку, Азію, Індійський океан, Тихий океан, Центральну Америку, Кариби та Атлантичний океан.
На цій широті під час літнього сонцестояння сонце видно 12 годин 57 хвилин, а під час зимового сонцестояння — 11 годин 18 хвилин.

## Список географічних об'єктів, що перетинає 14° пн. ш.
Починаючи з Гринвіцького меридіану та рухаючись на схід, 14-та паралель північної широти проходить через:
| Координати                                                   | Країна, територія або море | Примітки                                                                             |
| ------------------------------------------------------------ | -------------------------- | ------------------------------------------------------------------------------------ |
| 14°0′ пн. ш. 0°0′ сх. д. / 14.000° пн. ш. 0.000° сх. д.      | Буркіна-Фасо               |                                                                                      |
| 14°0′ пн. ш. 0°25′ сх. д. / 14.000° пн. ш. 0.417° сх. д.     | Нігер                      | Кордон з Чадом проходить по озеру Чад                                                |
| 14°0′ пн. ш. 13°34′ сх. д. / 14.000° пн. ш. 13.567° сх. д.   | Чад                        |                                                                                      |
| 14°0′ пн. ш. 22°19′ сх. д. / 14.000° пн. ш. 22.317° сх. д.   | Судан                      |                                                                                      |
| 14°0′ пн. ш. 36°28′ сх. д. / 14.000° пн. ш. 36.467° сх. д.   | Ефіопія                    |                                                                                      |
| 14°0′ пн. ш. 41°1′ сх. д. / 14.000° пн. ш. 41.017° сх. д.    | Еритрея                    |                                                                                      |
| 14°0′ пн. ш. 41°39′ сх. д. / 14.000° пн. ш. 41.650° сх. д.   | Червоне море               |                                                                                      |
| 14°0′ пн. ш. 42°41′ сх. д. / 14.000° пн. ш. 42.683° сх. д.   | Ємен                       | Проходить через острів Зукар[en]                                                     |
| 14°0′ пн. ш. 42°47′ сх. д. / 14.000° пн. ш. 42.783° сх. д.   | Червоне море               |                                                                                      |
| 14°0′ пн. ш. 43°9′ сх. д. / 14.000° пн. ш. 43.150° сх. д.    | Ємен                       |                                                                                      |
| 14°0′ пн. ш. 47°54′ сх. д. / 14.000° пн. ш. 47.900° сх. д.   | Індійський океан           | Аравійське море                                                                      |
| 14°0′ пн. ш. 48°10′ сх. д. / 14.000° пн. ш. 48.167° сх. д.   | Ємен                       |                                                                                      |
| 14°0′ пн. ш. 48°28′ сх. д. / 14.000° пн. ш. 48.467° сх. д.   | Індійський океан           | Аравійське море                                                                      |
| 14°0′ пн. ш. 74°30′ сх. д. / 14.000° пн. ш. 74.500° сх. д.   | Індія                      | Карнатака Андгра-Прадеш Карнатака — приблизно на 3 км Андгра-Прадеш                  |
| 14°0′ пн. ш. 80°9′ сх. д. / 14.000° пн. ш. 80.150° сх. д.    | Індійський океан           | Бенгальська затока                                                                   |
| 14°0′ пн. ш. 93°13′ сх. д. / 14.000° пн. ш. 93.217° сх. д.   | М'янма                     | Проходить через Малий Кокосовий острів                                               |
| 14°0′ пн. ш. 93°14′ сх. д. / 14.000° пн. ш. 93.233° сх. д.   | Індійський океан           | Андаманське море — проходить південніше Великого Кокосового острова, М'янма          |
| 14°0′ пн. ш. 98°3′ сх. д. / 14.000° пн. ш. 98.050° сх. д.    | М'янма                     |                                                                                      |
| 14°0′ пн. ш. 99°0′ сх. д. / 14.000° пн. ш. 99.000° сх. д.    | Таїланд                    | Проходить північніше Рангсіта[en] поблизу Бангкока                                   |
| 14°0′ пн. ш. 102°52′ сх. д. / 14.000° пн. ш. 102.867° сх. д. | Камбоджа                   |                                                                                      |
| 14°0′ пн. ш. 105°50′ сх. д. / 14.000° пн. ш. 105.833° сх. д. | Лаос                       |                                                                                      |
| 14°0′ пн. ш. 106°8′ сх. д. / 14.000° пн. ш. 106.133° сх. д.  | Камбоджа                   |                                                                                      |
| 14°0′ пн. ш. 107°23′ сх. д. / 14.000° пн. ш. 107.383° сх. д. | В'єтнам                    |                                                                                      |
| 14°0′ пн. ш. 109°15′ сх. д. / 14.000° пн. ш. 109.250° сх. д. | Південнокитайське море     | Проходить північніше острова Лубанг, Філіппіни                                       |
| 14°0′ пн. ш. 120°37′ сх. д. / 14.000° пн. ш. 120.617° сх. д. | Філіппіни                  | Проходить через озеро Тааль та вулкан Тааль на острові Міндоро                       |
| 14°0′ пн. ш. 121°56′ сх. д. / 14.000° пн. ш. 121.933° сх. д. | Затока Ламон[en]           | Проходить через крайню південну точку острова Алабат[en], Філіппіни                  |
| 14°0′ пн. ш. 122°19′ сх. д. / 14.000° пн. ш. 122.317° сх. д. | Філіппіни                  | Проходить через острів Лусон                                                         |
| 14°0′ пн. ш. 123°3′ сх. д. / 14.000° пн. ш. 123.050° сх. д.  | Затока Сан-Мігель[en]      |                                                                                      |
| 14°0′ пн. ш. 123°13′ сх. д. / 14.000° пн. ш. 123.217° сх. д. | Філіппіни                  | Проходить через острів Лусон                                                         |
| 14°0′ пн. ш. 123°24′ сх. д. / 14.000° пн. ш. 123.400° сх. д. | Тихий океан                | Філіппінське море                                                                    |
| 14°0′ пн. ш. 124°7′ сх. д. / 14.000° пн. ш. 124.117° сх. д.  | Філіппіни                  | Проходить через острів Катандуанес                                                   |
| 14°0′ пн. ш. 124°17′ сх. д. / 14.000° пн. ш. 124.283° сх. д. | Тихий океан                | Філіппінське море Проходить південніше острова Рота[en], Північні Маріанські Острови |
| 14°0′ пн. ш. 91°26′ зх. д. / 14.000° пн. ш. 91.433° зх. д.   | Гватемала                  |                                                                                      |
| 14°0′ пн. ш. 89°56′ зх. д. / 14.000° пн. ш. 89.933° зх. д.   | Сальвадор                  |                                                                                      |
| 14°0′ пн. ш. 88°35′ зх. д. / 14.000° пн. ш. 88.583° зх. д.   | Гондурас                   | Проходить південніше Тегусігальпи                                                    |
| 14°0′ пн. ш. 86°8′ зх. д. / 14.000° пн. ш. 86.133° зх. д.    | Нікарагуа                  |                                                                                      |
| 14°0′ пн. ш. 86°1′ зх. д. / 14.000° пн. ш. 86.017° зх. д.    | Гондурас                   |                                                                                      |
| 14°0′ пн. ш. 85°40′ зх. д. / 14.000° пн. ш. 85.667° зх. д.   | Нікарагуа                  |                                                                                      |
| 14°0′ пн. ш. 83°25′ зх. д. / 14.000° пн. ш. 83.417° зх. д.   | Карибське море             |                                                                                      |
| 14°0′ пн. ш. 61°1′ зх. д. / 14.000° пн. ш. 61.017° зх. д.    | Сент-Люсія                 | Проходить південніше Кастрі                                                          |
| 14°0′ пн. ш. 60°53′ зх. д. / 14.000° пн. ш. 60.883° зх. д.   | Атлантичний океан          |                                                                                      |
| 14°0′ пн. ш. 16°47′ зх. д. / 14.000° пн. ш. 16.783° зх. д.   | Сенегал                    |                                                                                      |
| 14°0′ пн. ш. 12°1′ зх. д. / 14.000° пн. ш. 12.017° зх. д.    | Малі                       |                                                                                      |
| 14°0′ пн. ш. 2°51′ зх. д. / 14.000° пн. ш. 2.850° зх. д.     | Буркіна-Фасо               |                                                                                      |